# Иничул
Иничул (хак. Иніс чул — спускающий ручей) — деревня в Таштыпском районе Хакасии.

## География
Находится на левом берегу реки Большая Сея, в 18 км от райцентра — с. Таштып.

## Население
| 2002 | 2010 |
| ---- | ---- |
| 18   | ↘1   |

## Топографические карты
- Лист карты N-45-120 Таштып. Масштаб: 1 : 100 000. Состояние местности на 1989 год. Издание 1992 г.